# Nelson González
Nelson González (Buenos Aires, 22 settembre 1988) è un ex calciatore argentino, di ruolo centrocampista.

## Carriera
Ha iniziato la sua carriera professionale con il Quilmes nel 2008, facendo il suo debutto il 3 maggio 2008, la sua unica apparizione della stagione 2007-2008. Nella stagione seguente ha giocato nove partite con i Cerveceros, prima di essere ceduto in prestito al Real Salt Lake nel luglio del 2009.